# Sistema de control de la il·luminació

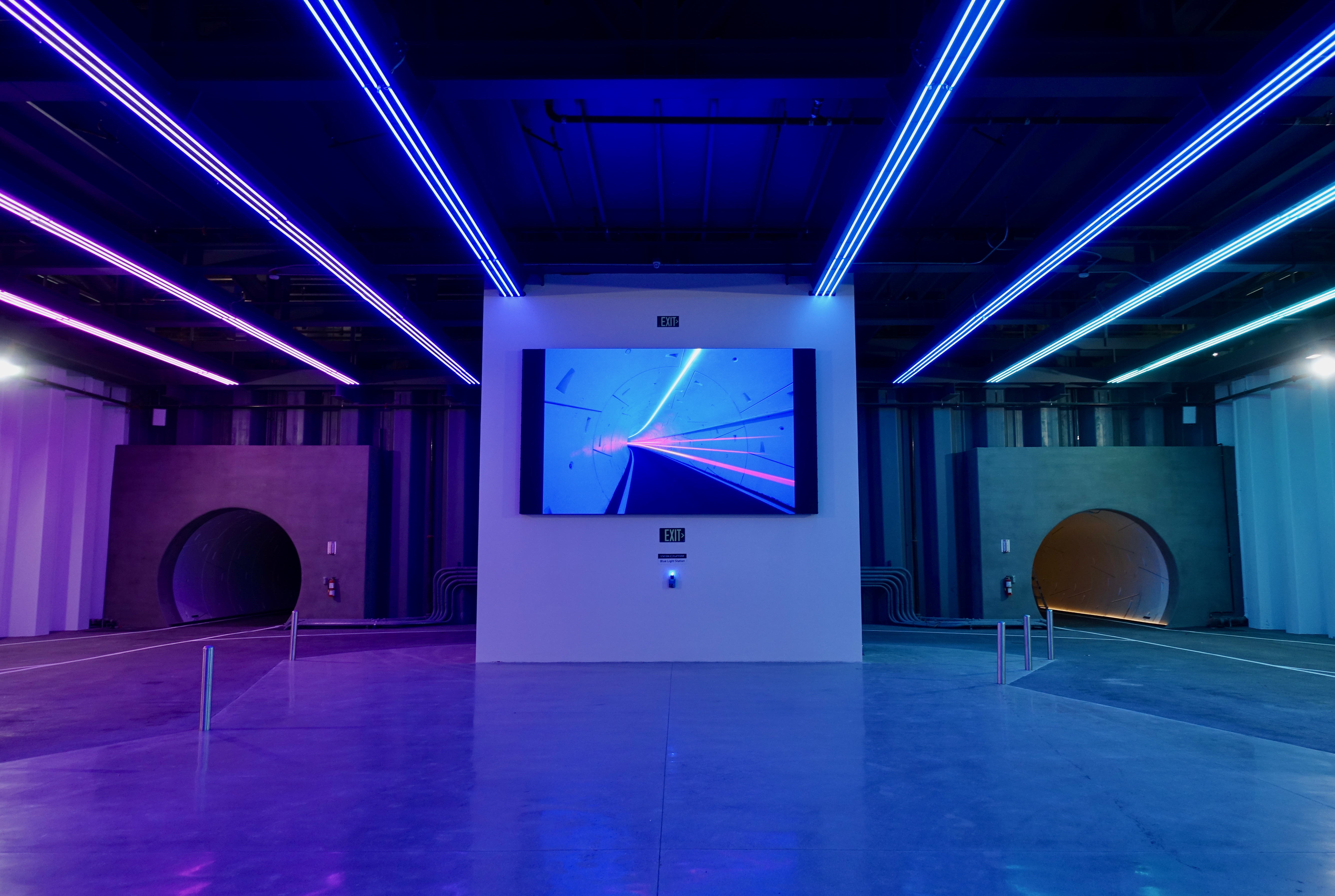
Centre de convencions de Las Vegas Loop que mostra els efectes del sistema de control d'il·luminació

Un sistema de control d'il·luminació incorpora la comunicació entre diverses entrades i sortides del sistema relacionades amb el control de la il·luminació amb l'ús d'un o més dispositius informàtics centrals. Els sistemes de control d'il·luminació s'utilitzen àmpliament tant en il·luminació interior com exterior d'espais comercials, industrials i residencials. Els sistemes de control d'il·luminació de vegades es refereixen amb el terme il·luminació intel·ligent. Els sistemes de control d'il·luminació serveixen per proporcionar la quantitat adequada de llum on i quan sigui necessari.
Els sistemes de control d'il·luminació s'utilitzen per maximitzar l'estalvi energètic del sistema d'il·luminació, satisfer els codis de construcció o complir amb els programes d'edificació i conservació d'energia. Els sistemes de control d'il·luminació poden incloure una tecnologia d'il·luminació dissenyada per a l'eficiència energètica, la comoditat i la seguretat. Això pot incloure accessoris d'alta eficiència i controls automatitzats que fan ajustos en funció de condicions com ara l'ocupació o la disponibilitat de llum natural. La il·luminació és l'aplicació deliberada de la llum per aconseguir algun efecte estètic o pràctic (per exemple, il·luminació d'una bretxa de seguretat). Inclou il·luminació de tasques, il·luminació d'accent i il·luminació general.

## Controls d'il·luminació
El terme controls d'il·luminació s'utilitza normalment per indicar el control autònom de la il·luminació dins d'un espai. Això pot incloure sensors d'ocupació, rellotges de temps i fotocèl·lules cablejades per controlar grups fixos de llums de manera independent. L'ajust es fa manualment a la ubicació de cada dispositiu. L'eficiència i el mercat dels controls d'enllumenat residencial ha estat caracteritzat pel Consorci per a l'Eficiència Energètica.
El terme sistema de control d'il·luminació fa referència a un sistema intel·ligent en xarxa de dispositius relacionats amb el control de la il·luminació. Aquests dispositius poden incloure relés, sensors d'ocupació, fotocèl·lules, interruptors de control de llum o pantalles tàctils i senyals d'altres sistemes de l'edifici (com ara l'alarma d'incendis o HVAC). L'ajust del sistema es produeix tant a les ubicacions dels dispositius com a les ubicacions centrals de l'ordinador mitjançant programes de programari o altres dispositius d'interfície.

### Avantatges
El principal avantatge d'un sistema de control d'il·luminació respecte els controls d'il·luminació autònoms o la commutació manual convencional és la capacitat de controlar llums individuals o grups de llums des d'un únic dispositiu d'interfície d'usuari. Aquesta capacitat de controlar múltiples fonts de llum des d'un dispositiu d'usuari permet crear escenes d'il·luminació complexes. Una sala pot tenir diverses escenes preestablertes, cadascuna creada per a diferents activitats de la sala. Un dels principals beneficis dels sistemes de control d'il·luminació és la reducció del consum d'energia. També s'aconsegueix una vida útil més llarga de la llum quan s'atenua i s'apaga els llums quan no s'utilitza. Els sistemes de control d'il·luminació sense fil ofereixen avantatges addicionals, com ara costos d'instal·lació reduïts i una major flexibilitat sobre on es poden col·locar interruptors i sensors.

### Minimització del consum d'energia
Les aplicacions d'il·luminació representen el 19% de l'ús d'energia mundial i el 6% de totes les emissions d'efecte hivernacle. Als Estats Units, el 65 per cent del consum d'energia l'utilitzen els sectors comercial i industrial, i el 22 per cent s'utilitza per a il·luminació.

### Seguretat
Els llums es poden utilitzar per dissuadir aquells d'àrees que no haurien de ser. Una bretxa de seguretat, per exemple, és un esdeveniment que podria activar els focus al punt d'incompliment. Les mesures preventives inclouen il·luminar els punts d'accés clau (com les passarel·les) a la nit i ajustar automàticament la il·luminació quan la llar no és per fer que sembli que hi ha ocupants.

## Control automatitzat
Els sistemes de control d'il·luminació normalment ofereixen la possibilitat d'ajustar automàticament la sortida d'un dispositiu d'il·luminació en funció de:
- Hora cronològica (hora del dia)
- Hora solar (sortida/posta de sol)
- Ocupació mitjançant sensors d'ocupació
- Disponibilitat de llum diürna mitjançant fotocèl·lules
- Condicions d'alarma
- Lògica del programa (combinació d'esdeveniments)

## Normes i protocols
A la dècada de 1980 hi havia un fort requisit per fer que la il·luminació comercial fos més controlable perquè pogués ser més eficient energèticament. Inicialment això es va fer amb control analògic, permetent controlar els balastos fluorescents i els reguladors des d'una font central. Aquest va ser un pas en la direcció correcta, però el cablejat era complicat i, per tant, no era rendible.
Tridonic va ser una de les primeres empreses que va passar al digital amb els seus protocols de difusió, DSI, el 1991. DSI era un protocol bàsic, ja que transmetia un valor de control per canviar la brillantor de tots els aparells connectats a la línia. El que va fer que aquest protocol fos més atractiu, i capaç de competir amb l'opció analògica establerta, va ser el cablejat senzill.
Hi ha dos tipus de sistemes de control d'il·luminació que són:
- Control analògic de la il·luminació
- Control digital de la il·luminació

Alguns exemples de sistemes de control d'il·luminació analògics són:
- Sistema basat en 0-10V.
- Sistemes basats en AMX192 (sovint anomenats AMX) (estàndard dels EUA).
- Sistemes basats en D54 (estàndard europeu).

En producció, el sistema d'il·luminació 0-10V va ser substituït per sistemes multiplexats analògics com D54 i AMX192, que ells mateixos han estat gairebé completament substituïts per DMX512. Per a les làmpades fluorescents regulables (on funciona a 1-10 V, on 1 V és el mínim i 0 V està apagat), el sistema està sent substituït per DSI, que està en procés de ser substituït per DALI.
Alguns exemples de sistemes de control d'il·luminació digital són:
- Sistema basat en DALI
- Sistema basat en DSI
- Sistemes basats en KNX

Tots aquests són sistemes de control d'il·luminació per cable.
També hi ha sistemes de control d'il·luminació sense fil que es basen en alguns protocols estàndard com MIDI, Zigbee, Bluetooth Mesh i altres. L'estàndard per a la interfície d'il·luminació digital adreçable, principalment en desplegaments professionals i comercials, és IEC 62386-104 Arxivat 2019-04-25 a Wayback Machine.. Aquesta norma especifica les tecnologies subjacents, que en sense fil són VEmesh, que opera a la indústria Sub-1. Banda de freqüència de GHz i Bluetooth Mesh, que funciona en el 2.4 banda de freqüència de GHz.